# Răzvan Raț
Răzvan Dincă Raț [rezvan rac] (* 26. května 1981, Slatina, Rumunsko) je bývalý rumunský fotbalový obránce. Na svém kontě má více než 110 zápasů za rumunskou fotbalovou reprezentaci.
Mimo Rumunsko působil na klubové úrovni na Ukrajině, v Anglii, Španělsku a Řecku.

## Klubová kariéra
Tituly sbíral již v rumunském klubu FC Rapid București, ale nejúspěšnější období zažil v ukrajinském velkoklubu FK Šachtar Doněck, se kterým vyhrál mj. Pohár UEFA 2008/09.

## Reprezentační kariéra
Hrál za rumunské mládežnické výběry U16, U18 a U21.
V rumunském reprezentačním A-mužstvu debutoval 13. 2. 2002 pod trenérem Anghelem Iordănescu v přátelském zápase proti domácímu týmu Francie (porážka 1:2).
Zúčastnil se EURA 2008 v Rakousku a Švýcarsku (Rumunsko obsadilo nepostupové třetí místo ve „skupině smrti“ – základní skupině C) a EURA 2016 ve Francii (zde Rumuni obsadili se ziskem jediného bodu poslední čtvrté místo v základní skupině A).